# 本宿台
本宿台（もとじゅくだい）は愛知県岡崎市東部地区の町名。現行行政地名は本宿台1丁目から本宿台3丁目。

## 地理
岡崎市の地理的東部に位置する。

## 世帯数と人口
2019年（令和元年）5月1日現在の世帯数と人口は以下の通りである。
| 町丁   | 世帯数  | 人口  |
| ------ | ------- | ----- |
| 本宿台 | 174世帯 | 363人 |

### 人口の変遷
国勢調査による人口の推移
| 2000年（平成12年） | 271人 | [ 6 ] |  |
| 2005年（平成17年） | 358人 | [ 7 ] |  |
| 2010年（平成22年） | 351人 | [ 8 ] |  |
| 2015年（平成27年） | 377人 | [ 9 ] |  |

## 小・中学校の学区
市立小・中学校に通う場合、学区は以下の通りとなる。
| 番・番地等 | 小学校             | 中学校             |
| ---------- | ------------------ | ------------------ |
| 全域       | 岡崎市立本宿小学校 | 岡崎市立東海中学校 |

## 歴史
額田郡本宿村の一部を前身とする。

### 沿革
- 2001年（平成13年）10月5日 - 岡崎本宿特定土地区画整理事業の結果、本宿町、山綱町の一部が本宿台などとなった[1]。

## 交通
- 国道473号（鉢地峠道）

## その他

### 日本郵便
- 郵便番号 : 444-3507[4]（集配局：岡崎郵便局[11]）。

## 参考資料
- 「角川日本地名大辞典」編纂委員会 編『角川日本地名大辞典 23 愛知県』角川書店、1989年3月8日。ISBN 4-04-001230-5。
- 有限会社平凡社地方資料センター 編『日本歴史地名体系第23巻 愛知県の地名』平凡社、1981年。ISBN 4-582-49023-9。